# Along Came a Spider
| Оценки критиков | Оценки критиков |
| Источник        | Оценка          |
| --------------- | --------------- |
| AllMusic        | [ 1 ]           |
| Jukebox:Metal   | [ 2 ]           |
| Rolling Stone   | [ 3 ]           |

Along Came a Spider — двадцать пятый студийный альбом Элиса Купера, его восемнадцатая сольная работа, выпущен 28 июля 2008 года в Европе и 29 июля в Северной Америке на лейбле SPV GmbH. Среди альбомов, изданных после Hey Stoopid, Along Came a Spider занял самое высокое место в чартах Великобритании (31 место) и США (53 место).

## Об альбоме
Элис Купер впервые открыл основную сюжетную линию альбома в эфире собственной радиопередачи Nights with Alice Cooper: она основана на истории хладнокровного, невозмутимого и сосредоточенного серийного убийцы по имени Паук. Полиция озадачена завёрнутыми в шёлк телами жертв Спайдера, у каждого из которых нет одной ноги. Задача Спайдера заключается в том, чтобы собрать восемь ног для того, чтобы стать пауком. Но ситуация усложняется, когда он влюбляется в восьмую жертву. Тема «убийцы-психопата, терроризирующего женский пол» уже поднималась Элисом Купером в альбоме Raise Your Fist and Yell. Также последняя минута альбома обращает слушателя к известному персонажу с альбома Welcome to My Nightmare — Стивену (упомянутому и на альбоме Hey Stoopid).
Along Came a Spider должен был выйти в 2007 году, но проблемы с занятостью производителя и плотный концертный график привели к тому, что он был издан на год позже. Многие песни и демозаписи были готовы и прошли предварительный отбор уже в 2007 году, а дальнейшая запись осуществлялась в феврале 2008 года. В одном из интервью Купер сказал, что Along Came a Spider был на 75 % готов уже к 18 апреля 2008 года.
Первый сингл «Vengeance Is Mine» дебютировал на странице Элиса Купера на сайте MySpace.com.
Слэш и Оззи Осборн приняли участие в записи двух песен. Во время тура группа Элиса Купера состояла из: гитаристов Кери Келли и Джэйсона Хука, бас гитариста Чака Гэрика и барабанщика Эрика Сингера. Весь альбом был выложен на странице Элиса на Myspace.com за несколько недель до официального релиза. После выхода альбома было оставлено только три песни.
2 октября 2008 года вышел 10-минутный видеоклип, сюжетная линия которого объединила треки «Vengeance Is Mine», «(In Touch With Your) Feminine Side» и «Killed By Love».

## Тур 2008 года
Мировой тур 2008 года под названием «Психодрама» начался 6 июля 2008 года в Болгарии и стал продолжением одноимённого тура (с августа к списку исполняемых композиций было добавлено только две песни с альбома Along Came a Spider. Тур под названием Along Came A Spider должен начаться в 2009 году.

## Список композиций
| #  | Название                                | Музыка / Слова                | Время |
| -- | --------------------------------------- | ----------------------------- | ----- |
| 1  | Prologue / I Know Where You Live        | Купер, Сабер, Хэмптон         | 4:21  |
| 2  | Vengeance Is Mine (с участием Слэша)    | Купер, Сабер, Хэмптон         | 4:26  |
| 3  | Wake The Dead (с участием Оззи Осборна) | Купер, Осборн, Сабер          | 3:53  |
| 4  | Catch Me If You Can                     | Купер, Сабер, Хэмптон         | 3:15  |
| 5  | (In Touch With) Your Feminine Side      | Купер, Гэррик, Джонсон, Келли | 3:16  |
| 6  | Wrapped In Silk                         | Купер, Сабер, Хэмптон         | 4:17  |
| 7  | Killed By Love                          | Купер, Гэррик, Баччи, Келли   | 3:34  |
| 8  | I’m Hungry                              | Купер, Сабер, Хэмптон         | 3:58  |
| 9  | The One That Got Away                   | Купер, Келли, Лэйн            | 3:21  |
| 10 | Salvation                               | Купер, Сабер, Хэмптон, Фаулер | 4:36  |
| 11 | I Am The Spider / Epilogue              | Купер, Сабер, Хэмптон         | 5:21  |

## Участники записи
- Элис Купер — вокал
- Дэнни Сабер — гитара (песни 1,2,3,5,6,7,8,10,11); слайд-гитара (4); бас-гитара (1,3,6,8,10,11); пианино (7); клавишные (1,3,6,7,8,10,11); синтезатор (4); струнная аранжировка (10,11)
- Грэг Хамптон — гитара (2,4,6,8,9,11); бас гитара (4); клавишные (4,9,11); бэк-вокал (1,2,3,4,6,8,11); струнные аранжировки (2,11)
- Керри Келли — гитара (5,7,9)
- Джэйсон Хук — гитара (5)
- Слэш — лидер-гитара (2)
- Уитни Кирст — гитара (8)
- Чак Гэрриг — бас-гитара (2,7,9); бэк-вокал (2)
- Эрик Сингер — ударные (1,2,4,5,6,7,9,11)
- Дэвид Пирибауер — ударные (8,10)
- Стеффен Пресли — орган (6)
- Оззи Осборн — гармоника (3)
- Бернард Фаулер — бэк-вокал (1,3,4,5,6,7,8,9,10,11)
- Калико Купер — бэк-вокал (5); чтение слов (9)

## Чарты
| Год  | Чарт                             | Верхняя строчка |
| ---- | -------------------------------- | --------------- |
| 2008 | США (Billboard 200)              | 53              |
| 2008 | Великобритания (UK Albums Chart) | 31              |